# Imperador Jingtai
O imperador Jingtai (21 de setembro de 1428 - 14 de março de 1457), nascido Zhu Qiyu, foi o sétimo imperador da dinastia Ming, reinou de 1449 a 1457. O segundo filho do imperador Xuande, ele foi selecionado em 1449 para suceder seu irmão mais velho Imperador Yingzong (então reinou como o "Imperador Zhengtong"), quando este foi capturado pelos mongóis após a Crise de Tumu. Ele reinou por 8 anos antes de ser removido do trono por seu irmão mais velho, o Imperador Yingzong (então reinou como o "Imperador Tianshun"). O nome da era do Imperador Jingtai, "Jingtai", significa "visão exaltada". Tumbas Ming em Pequim ou o Mausoléu Xiaoling em Nanjing.